# Rhipidia subvafra
Rhipidia subvafra är en tvåvingeart som först beskrevs av Alexander 1962.  Rhipidia subvafra ingår i släktet Rhipidia och familjen småharkrankar.
Artens utbredningsområde är Bolivia. Inga underarter finns listade i Catalogue of Life.